# Легаспі (місто)
Легаспі (бік.: Ciudad kan Legazpi; філ.: Lungsod ng Legazpi) — місто на Філіппінах, адміністративний центр провінції Албай. Місто Легаспі є адміністративним центром регіону Бікол, а також є центром туризму, освіти, охорони здоров'я, торгівлі та транспорту в регіоні. 

## Географія
Місто розташоване за 527 кілометрів на південний схід від столиці Філіппін, Маніли. Поряд з містом розташований вулкан Майон, одне із найпопулярніших місць відвідування туристів на Філіппінах. 

### Клімат
Місто знаходиться у зоні, котра характеризується вологим тропічним кліматом. Найтепліший місяць — травень із середньою температурою 28.9 °C (84 °F). Найхолодніший місяць — січень, із середньою температурою 26.1 °С (79 °F).
| Клімат Легаспі          | Клімат Легаспі | Клімат Легаспі | Клімат Легаспі | Клімат Легаспі | Клімат Легаспі | Клімат Легаспі | Клімат Легаспі | Клімат Легаспі | Клімат Легаспі | Клімат Легаспі | Клімат Легаспі | Клімат Легаспі | Клімат Легаспі |
| Показник                | Січ.           | Лют.           | Бер.           | Квіт.          | Трав.          | Черв.          | Лип.           | Серп.          | Вер.           | Жовт.          | Лист.          | Груд.          | Рік            |
| Абсолютний максимум, °C | 37             | 36             | 35             | 42             | 42             | 38             | 38             | 38             | 41             | 37             | 38             | 36             | 42             |
| Середній максимум, °C   | 27             | 28             | 29             | 30             | 31             | 31             | 31             | 30             | 30             | 30             | 29             | 28             | 30             |
| Середня температура, °C | 26             | 26             | 27             | 28             | 28             | 28             | 28             | 28             | 27             | 27             | 27             | 26             | 27             |
| Середній мінімум, °C    | 23             | 23             | 24             | 25             | 26             | 25             | 25             | 25             | 25             | 24             | 24             | 24             | 25             |
| Абсолютний мінімум, °C  | 17             | 20             | 19             | 19             | 22             | 22             | 20             | 22             | 21             | 20             | 19             | 18             | 17             |
| Норма опадів, мм        | 320            | 230            | 190            | 150            | 170            | 200            | 240            | 220            | 250            | 320            | 440            | 440            | 3270           |
| ----------------------- | -------------- | -------------- | -------------- | -------------- | -------------- | -------------- | -------------- | -------------- | -------------- | -------------- | -------------- | -------------- | -------------- |
| Джерело: Weatherbase    |                |                |                |                |                |                |                |                |                |                |                |                |                |

## Населення
За даними перепису 2015 року населення становило 196 639 осіб. Католицтво є переважаючою релігією.